# Menni vagy meghalni (film)
A Menni vagy meghalni (eredeti cím: March or Die) 1977-ben bemutatott amerikai háborús filmdráma Dick Richards rendezésében, Gene Hackman, Terence Hill, Catherine Deneuve, Max von Sydow és Ian Holm főszereplésével. A forgatókönyvet David Zelag Goodman írta, a zenéjét Maurice Jarre szerezte. A mozifilm a Sir Lew Grade gyártásában készült, a Columbia Pictures forgalmazta. Amerikában 1977. augusztus 5-én mutatták be a mozikban, Magyarországon 1994. február 1-jén adták ki VHS-en.

## Cselekmény
Az első világháborúnak vége, a világ figyelme ismét a titokzatos fekete kontinens, Afrika felé irányul.
Marco Segrain (Terence Hill) profi tolvaj a légióban talál menedéket, ahol Foster őrnagy, a szigorú, ám mégsem igazságtalan első világháborús veterán parancsnok keze alá kerül. A bonyodalmakat csak fokozza egy gyönyörű nő, aki eltűnt apja nyomát kutatja. A legionáriusok kíséretében elinduló régészeti expedíciót baljós előjelek és sötét árnyak kísérik.
Hajón utaznak Afrikába, amin Marco alkalmazza mesterségét, és illedelmesen elemel néhány üveg alkoholt szomjazó bajtársai, illetve az eltűnt kutató lánya, Simone Picard (Catherine Deneuve) számára. Foster őrnagy (Gene Hackman) azonban rajtakapja és nyomban meg is bünteti Segraint. Madame Picard és Marco között már ekkor vonzalom támad.
Útjuk Marokkóba vezet, ahol a legionáriusoknak egy pazar kincset rejtő sír feltárásában kell segédkezniük Francois Mameau (Max von Sydow) régészcsapata mellett. Már a helyőrséghez közelítve találkoznak a sivatagi hadvezér El Krimmel, aki nem sok jót ígér régi ismerősének, Fosternek. A légió hírhedten kemény kiképzése összekovácsolja az újoncokat, de nem mindenki bírja egyformán a megpróbáltatásokat. A fáradhatatlan Marco egy menetelés során egymaga elhozza magatehetetlenné vált bajtársát a légiósok erődítményéig, ahol ezért a tettéért kikötést kap, mert: "A légióban ott halsz meg ahol elesel!". Eközben Madame Picard mindent megpróbál, hogy később megszöktethesse szerelmét. Három barátja közül egy a célhoz való indulás napján felakasztja magát, ami mély nyomot hagy a máskor mindig vidám egykori tolvajban.
Amikor elérnek a sírhelyhez, Mameau és emberei rögtön elkezdik a Sivatag Angyalának keresését, és nemsokára meg is találják. Miután a kincset felhúzzák a több méter mélyen lévő sírból, Foster őrnagy felhúzatja a kötelet (így az ideiglenesen lent hagyott régészek nem tudják megakadályozni tervében), majd a béke zálogául elviszi a Sivatag Angyalát El Krim-nek. A törzsfő azonban eltitkolja az ajándékot, így egyesítve a szent sírhely kirablásán feldühödő berber, tuareg, riff törzseket, akikkel rögtön a betolakodók ellen vonul. Öldöklő harc veszi kezdetét, ahol a maroknyi, de kitűnően képzett és vezetett legionárius végső erejét megfeszítve küzd a többszörös túlerőben levő támadókkal. A század végül majdnem teljes állományát elveszíti, egy El Krim által küldött orgyilkos pedig megöli Foster őrnagyot, ezzel a harc véget ér. El Krim hírvivőnek életben hagyja a megmaradt légiósokat, és elengedi őket az üzenetével: most hogy egyesítette a marokkói törzseket, még nagyobb elszántsággal fognak harcolni a külföldi gyarmatosítók (franciák) ellen.
A film végén Madame Picard és Marco szerelme beteljesedhetne, a nő azonban egyedül utazik haza, míg Marco Marokkóban marad, katonaként szolgál és továbbviszi Foster örökségét.

## A szereplők és a stáb

### Főszereplők
| Szereplő | Színész           | Magyar hang   |
| --- | ----------------- | ------------- |
| William Sherman Foster őrnagy | Gene Hackman      | Gruber Hugó   |
| A film elején Foster őrnagy és parancsnoksága alatt álló I. világháborút megjárt francia legionáriusok csapata érkezik vonaton Párizsba. Az őrnagy korábban az amerikai hadsereg tisztje is volt, de már 12 éve szolgál a francia idegenlégióban. Foster őrnagy francia politikusok, mágnások, és régészek unszolására elvállalja egy út megtételét Marokkóba azzal a céllal, hogy megtalálja a Sivatag Angyalát. A film végén az arabok lerohanják a távozni készülő légiósok csapatát, és hosszú harc után lelövik Fostert is. |                   |               |
| Marco Segrain | Terence Hill      | Ujréti László |
| Marco, mint a film elején kiderül, profi tolvaj, de egyben bátor harcos is. Egyetlen menekülési lehetősége a légió ezért belép, és a Földközi-tengeren haladó hajón több italt is elemel a tehetősebb vendégektől, de drágán megfizet érte, mert büntetésképpen Foster őrnagy megitat vele egy fél üveg konyakot. A kiképzés során barátaira is odafigyel, egy rövidlátó bajtársa céltáblájába lő, így úgy tűnik mintha ő találta volna el. Másik esetben legyengült és fáradt barátját több mérföldön keresztül visszahozza a kiképzőtáborba. Ezért a tettéért később súlyos büntetést kap, több órára kikötik. A film végén a csatában Foster őrnagy azzal a feladattal bízza meg Marcot, hogy lője le az arab orgyilkosokat. Ez sikerül is, 4-ből 3-at rögtön lelő, de a megmaradt egy lelövi Fostert, így a csata véget ér. Marco továbbra is a légiónál marad és Triand őrmesterrel együtt a friss újoncok kiképzésébe fog. |                   |               |
| Simone Picard | Catherine Deneuve | Andresz Kati  |
| Madame Picard azért utazik Marokkóba, hogy eltűnt apját keresse. Miután a fogságban megkínzott apja meghal, megpróbálja megszöktetni Marco-t, hogy együtt hazatérhessenek Franciaországba. Bár nagy árat fizet, ez végül nem sikerül. A film alatt több szereplő is gyengéd érzelmeket táplál a gyönyörű nő iránt, azonban ő igazából Marcot szereti. A film végén Marmeau-val együtt visszatér Európába. |                   |               |
| François Marmeau | Max von Sydow     | Szokolay Ottó |
| Marmeou mint jeles régész, és kutató próbálja meggyőzni a francia politikusokat az ásatás hasznosságáról, és dicsőséget ígér a franciáknak. A történetben szerelmes érzelmeket táplál Madame Picard felé, ám ezek viszonzatlanok maradnak. A film utolsó ütközetében felismeri, hogy az expedíció valóságban is csak pusztulást hozott rájuk (a csatában elvesztette segédjét), és segít a légiósoknak az arabok elleni harcban. Később Madame Picard, és néhány más polgár társaságában elhagyja Marokkót. |                   |               |
| El Krim | Ian Holm          | Kránitz Lajos |
| El Krim mint arab vezér, eltanulta a barbárságokat. Erre az utal, hogy mikor elfogják Foster egyik katonáját, másnap a franciák megtalálják a brutálisan megkínzott bajtársukat az arabok táborában, viszont Foster ezen csodálkozik, mert El Krim korábban "nem élvezte mások szenvedését". El Krim azonban mégsem a külföldiek azonnal kiirtását, hanem az arab törzsek egyesülését tartja elsődleges feladatának. A film végén megkegyelmez a megmaradt légiósoknak, hogy "megtudja a világ mi történt ma itt". Abd el-Krim valós személy volt, bár szerepét több szempontból is elfordítja a film. |                   |               |
| Triand őrmester | Rufus             | Zágoni Zsolt  |
| Triand őrmester már régóta Foster őrnagy szolgálatában állt, a film elején is az őrnaggyal együtt érkezik meg Párizsba a frontról. Triand némi rokonszenvet vél felfedezni Marcoban, de ugyanakkor Foster leghűségesebb katonája is. A film végén a csata során őt is a túlélők között találjuk, azonban mivel minden magasabb rangú vezető meghalt Triand lett a század vezetője. Marokkóban marad és továbbra is a légióban szolgál. |                   |               |
| Ivan | Jack Q’Halloarn   | Hankó Attila  |
| Jack O’Halloran is feltűnik a filmben, mint Marco orosz barátja. Annyit mesél el magáról, hogy korábban az orosz cár testőre volt, de a cár meggyilkolása után a légióba menekült. Nyíltan nem szegült ellen a parancsoknak mint Marco, de ezeknek a végrehajtásában segítette őt. Például mikor Segrain visszahozza elfáradt bajtársát a sivatagból, ő viszi tovább Marco menetfelszerelését. Az arabok támadása következtében meghal, mikor egy arab tőrt szúr a hátába. |                   |               |

### Mellékszereplők
| Szereplő                          | Színész           | Magyar hang     |
| --------------------------------- | ----------------- | --------------- |
| Fontaine hadnagy                  | Marcel Bozzuffi   | Barbinek Péter  |
| Francois Gilbert, cilinderes      | André Penvern     | Győri Péter     |
| Fred Hastings                     | Paul Sherman      | Czvetkó Sándor  |
| Gonosz tizedes                    | Vernon Dobtcheff  | Kárpáti Tibor   |
| Leon                              | Marne Maitland    | Elekes Pál      |
| Andre                             | Luigi Bonos       | Imre István     |
| Miniszter                         | Jean Champion     | Kun Vilmos      |
| Lamont ezredes                    | Walter Gotell     | Kiss Gábor      |
| Mollard                           | Paul Antrim       | Rosta Sándor    |
| Úri hölgy                         | Catherine Willmer | Némedi Mari     |
| Henry, a férje                    | Arnold Diamond    | Kardos Gábor    |
| Ivant elkapó légionárius          | N/A               | Kardos Gábor    |
| Nyomozó                           | François Valorbe  | Várkonyi András |
| Hajóskapitány                     | Guy Deghy         | Makay Sándor    |
| Legionárius az állomáson          | Jean Rougerie     | Varga Tamás     |
| Maurice, legionárius az állomáson | Guy Mairesse      | Imre István     |
| Barnaköpenyes arab katona         | N/A               | Imre István     |
| Gyilkos légiós                    | N/A               | Galambos Péter  |

### Stáb
| Magyar változat munkatársai | Magyar változat munkatársai                        |
| --------------------------- | -------------------------------------------------- |
| Rendező és producer         | Dick Richards                                      |
| Forgatókönyvíró             | Dick Richards David Zelag Goodman                  |
| Zene                        | Maurice Jarre                                      |
| Operatőr                    | John Alcott                                        |
| Látványtervező              | Gil Parrondo                                       |
| Jelmeztervező               | Gitt Maqrini                                       |
| Díszlettervező              | Julián Mateos Dennis J. Parrish                    |
| Vágó                        | Stanford C. Allen O. Nicholas Brown John C. Howard |

## Televíziós megjelenések
TV3, RTL Klub, Filmmúzeum, Film+